# Robert Russ

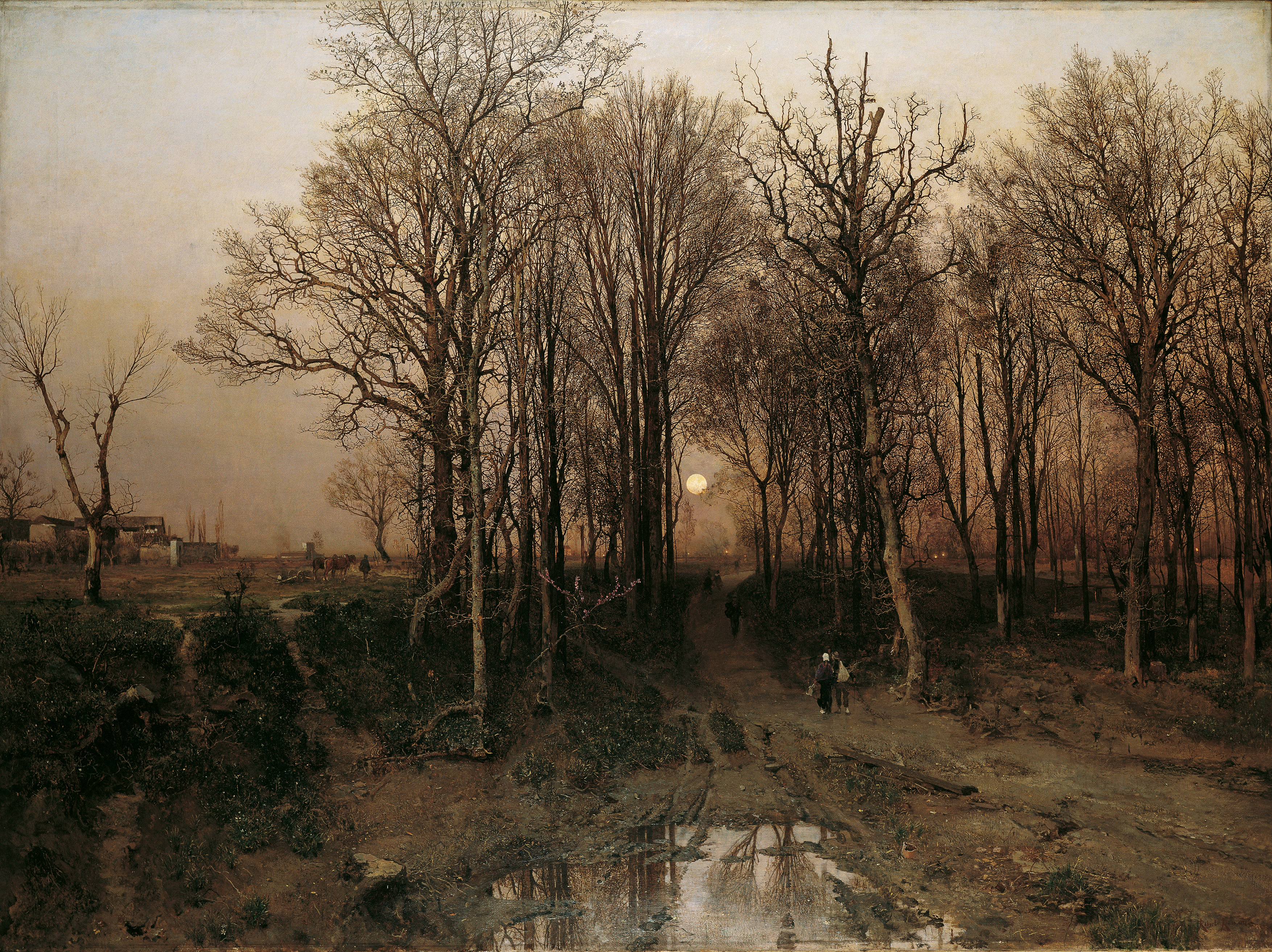
Robert Russ: Vorfrühling in der Penzinger Au (1887)

Robert Russ (* 8. Juni 1847 in Wien; † 16. März 1922 ebenda) war ein österreichischer Maler, der zu den Stimmungsimpressionisten gezählt wird. 

## Leben

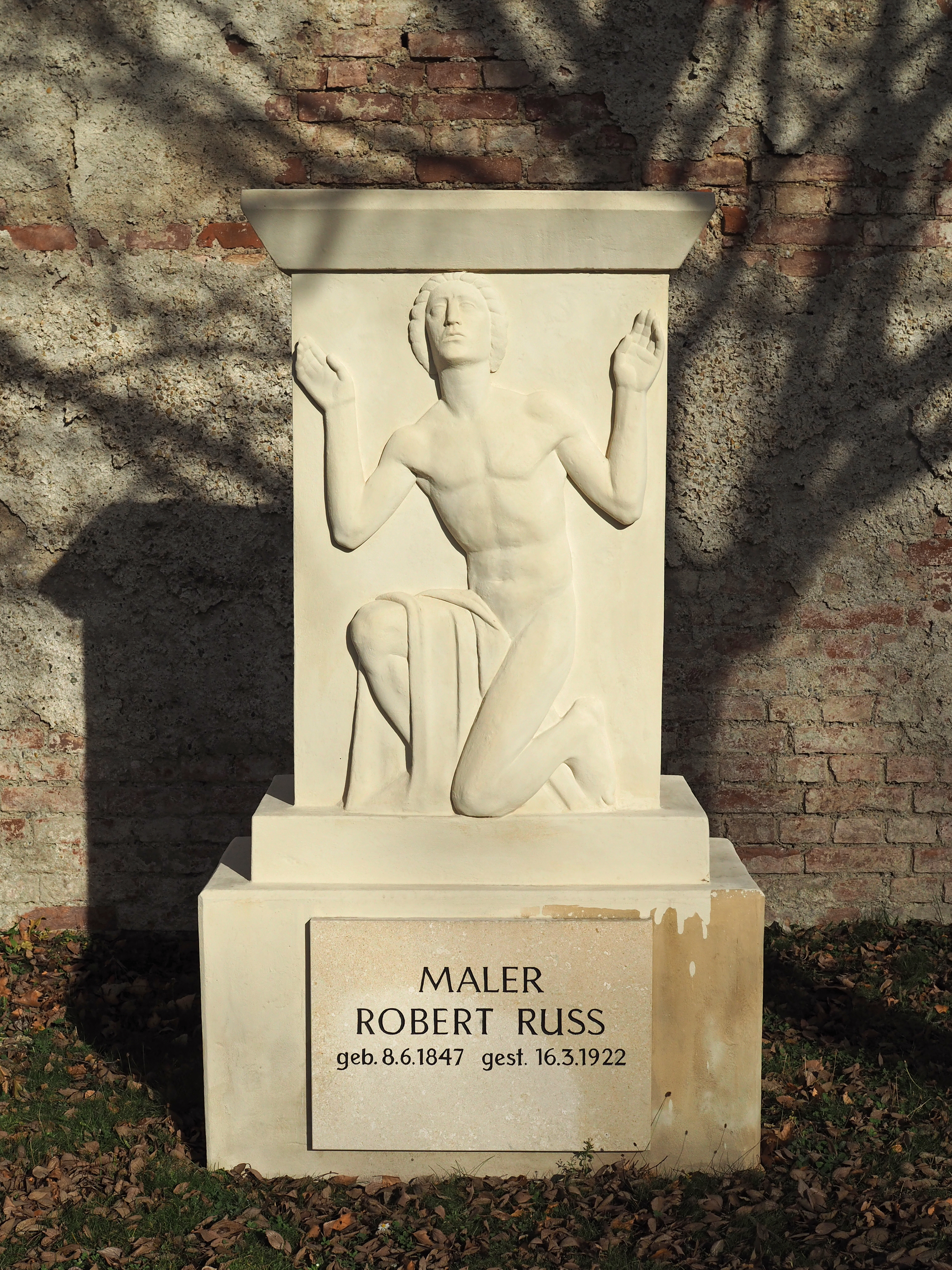
Grabstätte von Robert Russ auf dem Wiener Zentralfriedhof

Robert Russ war der Sohn des Malers Franz Russ. Sein Bruder Franz Seraph Russ war Porträt- und Genremaler. Russ studierte unter Albert Zimmermann, Rudolf Ribarz, Eugen Jettel, Adolf Ditscheiner und Emil Jakob Schindler. Durch die erste Internationale Kunstausstellung in München im Jahr 1869 lernte er die Malerei Rousseaus und Diaz de la Pena kennen und ließ deren Stil in sein Schaffen einfließen. Ein weiterer Einfluss bestand durch die deutschen Realisten. Eine eigene „Handschrift“ oder eigenen malerischen Stil zu finden war ihm ein großes Anliegen. Durch einen Pointillismus-ähnlichen, fleckigen Farbauftrag hat seine Malerei starken Wiedererkennungswert. Zu seinem Werk gehören Landschaften für das Wiener Burgtheater und das Naturhistorische Museum.
Das Ehrengrab von Robert Russ befindet sich auf dem Wiener Zentralfriedhof (Gruppe 0, Reihe 1, Nr. 91).